# Хрест святого Юрія (Каталонія)
Відзнака Хрест святого Юрія (кат. Premi Creu de Sant Jordi) — найзначніша відзнака Жанаралітату Каталонії, якою можуть нагороджуватися фізичні або юридичні особи. Відповідно до Декрету 457/1981 від 18 грудня 1981 р. нею відзначаються особи, які особливим чином відзначилися перед Каталонією, особливо у сфері захисту її історичної та культурної спадщини..